# Bactericera silvarnis
Bactericera silvarnis är en insektsart som först beskrevs av Hodkinson 1974.  Bactericera silvarnis ingår i släktet Bactericera och familjen spetsbladloppor. Inga underarter finns listade i Catalogue of Life.